# Magie noire à Haïti
Pour les articles homonymes, voir Magie noire.
Série
Santo vs. la hija de Frankenstein
(1972) Santo et Blue Demon contre Dracula et le loup-garou
(1973)
Pour plus de détails, voir Fiche technique et Distribution.
Magie noire à Haiti (Santo contra la magia negra) est un film mexicano-haïtien d'Alfredo B. Crevenna sorti en 1972. Il fait partie de la série des Santo, el enmascarado de plata.

## Fiche technique
- Titre original : Santo contra la magia negra
- Titre français : Magie noire à Haiti
- Réalisateur : Alfredo B. Crevenna
- Adaptation : Rafael García Travesí
- Histoire : Fernando Osés
- Production : Jorge Garcia Besné, Roberto Lozoya, Joseph W. Saliba
- Musique : Gustavo César Carrion
- Pays :  Mexique
- Langue : Espagnol
- Format : couleur — 35 mm — son Mono
- Durée : 1h35
- Dates de sortie :
  - Mexique : 4 octobre 1973
  - France : 25 décembre 1974

## Distribution
- El Santo : Santo
- Elsa Cárdenas : Lorna Jordan
- Sasha Monténégro : Bellamira
- Gerty Jones : Michelle
- César del Campo : Jorge
- Fernando Osés : Un agent étranger
- Carlos Suarez : Un agent étranger
- Guillermo Galvez : Professeur Jordan